# Doubravy
Doubravy är en ort i Tjeckien.   Den ligger i regionen Zlín, i den östra delen av landet, 260 km öster om huvudstaden Prag. Doubravy ligger 338 meter över havet och antalet invånare är 450.
Terrängen runt Doubravy är kuperad åt nordost, men åt sydväst är den platt.Runt Doubravy är det ganska tätbefolkat, med 104 invånare per kvadratkilometer. Närmaste större samhälle är Zlín, 9,3 km norr om Doubravy. Omgivningarna runt Doubravy är en mosaik av jordbruksmark och naturlig växtlighet.